# Rogelio Chávez
Rogelio Chávez (Tula de Allende, 28 ottobre 1984) è un ex calciatore messicano, di ruolo difensore o centrocampista.

## Carriera

### Calcio
Ha giocato nella prima divisione messicana e in quella peruviana.

### Nazionale
Ha esordito con la nazionale messicana il 2 aprile 2014 nell'amichevole Stati Uniti-Messico (2-2).

## Palmarès

### Club

#### Competizioni internazionali
- CONCACAF Champions League: 1

Cruz Azul: 2013-2014